# Велика сала народа
Велика сала народа је државна зграда која се налази западно од трга Тјенанмен у Пекингу. Користи се за законодавне и церемонијалне активности владе Народне Републике Кине. Велика сала народа функционише као место састанка за пуне седнице кинеског законодавног тела, Националног народног конгреса, које се одржавају сваке године током марта заједно са националним заседањем Народне политичке консултативне конференције Кине, политичког саветодавног тела. Велика сала је и место састанка Националног конгреса Комунистичке партије Кине, који се од 12. конференције 1982. одржава једном у пет година, и Централног комитета партије који се састаје отприлике једном годишње.
Сала се такође користи за многе специјалне догађаје, укључујући састанке на националном нивоу различитих друштвених и политичких организација, велике прославе годишњица, као и помен за бивше лидере. Велика сала народа је такође популарна атракција у граду коју посећују туристи који посећују престоницу.

## Историја
Након што су први петогодишњи планови Кине завршени пре рока 1956. године, Централни комитет КПК је почео да размишља о изградњи веће сале у Пекингу. На састанку у Бејдајхеу крајем августа 1958. Централни комитет КПК одлучио је да у Пекингу изгради низ великих архитектонских пројеката, укључујући Велику салу за десет хиљада људи, и затражио је да се она стави у употребу у октобру 1959. пре десете годишњице оснивања Народне Републике Кине. Пошто одлука да се зграда изградњи за нешто више од годину и месец дана, време је веома интензивно.
Ван Ли, заменик градоначелника Пекинга, је 5. септембра 1958. известио централну владу о припремама за Десету годишњицу. Влада Пекинга је одмах поставила Фенг Пејџија као одговорног за Водећу групу за организацију Националног дана и Џанг Боа као главног архитекту Групе за дизајн велике сале. У врло кратком временском периоду одабран је дизајн Велике сале осам програма, и у широком спектру мишљења на основу Универзитета Цингхуа, Пекиншког општинског бироа за планирање, административног института за дизајн (председник Шен Бо), пекиншког општинског бироа за администрацију за планирање, да изради свеобухватан програм. Почетком септембра 1958. Пекиншки општински биро за планирање одредио је да се Велика сала десет хиљада људи и Музеј револуционарне историје налазе са обе стране Трга Тјенанмен.
У рано јутро 9. септембра 1959. године градилиште је посетио Мао Цедунг, председник Централног комитета Комунистичке партије Кине. Током посете, Ван Ли, заменик градоначелника Пекинга, сугерисао је да Велика сала народа још није званично именована. Након неке расправе, Мао је финализирао назив „Велика сала народа“. Те ноћи, Велика сала је у потпуности завршена и пуштена у употребу.
Велика сала народа отворена је септембра 1959. као једна од „Десет великих грађевина“ завршених за Десету годишњицу НР Кине. Одлуку о изградњи Сале донео је Политбиро августа 1958. године. Џоу Енлај је веровао да коначни дизајн треба да да поруку да су „људи господари земље“. Након што су поднети предлози дизајна, група архитеката из целе земље изабрала је победнички дизајн Џао Донгчија и Шен Чија. Џанг Бо је именован за главног архитекту. Изградња је трајала 10 месеци, на њој је радило 7.785 радника и била је прављена војним стратегијама које су опонашале Велики скок напред.
Дана 19. децембра 2007. године, након одобрења општинске народне владе Пекинга, Пекиншка општинска комисија за планирање и пекиншки општински биро за културне реликвије уврстили су зграду Велике народне сале на листу изузетних модерне и савремене архитектуре Пекинга.

## Употреба
Велика сала народа је политичко средиште Пекинга и дом Националног народног конгреса. Сваке године, у марту, Велика сала народа је домаћин догађаја Љанг хуи (буквално значи „два састанка“), где се састају и Народна политичка консултативна конференција Кине и Национални народни конгрес на седницама у трајању од две до три недеље у Великој сали. Комунистичка партија Кине такође одржава свој национални конгрес сваких пет година у Великој сали народа.
Након што је 1959. године изграђена Велика сала народа, била је отворена за јавност један или два дана сваке недеље. Након избијања Културне револуције, Велика сала народа је затворена и коришћена је само за велике састанке и канцеларије централних лидера. Питање отварања Велике сале народа поново је покренуто након Културне револуције. Увече 27. јануара 1979. Денг Јингчао је у име Централног комитета Комунистичке партије Кине објавио да ће „Велика сала народа бити отворена за масе“. Од 15. јула, Велика сала народа поново је отворена за јавност. Од тада је смањила притисак на сопствене финансије тако што је наплаћиване улазнице за посету сали и оствариван приход од продаје на киосцима. Касније, до краја 1980-их, постала је самоодржива у смислу административних трошкова.
Велика сала је коришћена за састанке са страним званичницима у државним или радним посетама, као и за велике прославе јубилеја којима присуствује највиши врх.
Велика сала је коришћена за државне сахране и задушнице за неколико највиших лидера. Године 1982. бившем председнику Љу Шаоћију је додељена државна сахрана у Великој сали. У Великој сали су такође одржане сахране генералног секретара Ху Јаобанга 1989. године, као и државне сахране за врховног вођу Денг Сјаопинга 1997. и Ђанг Цемина 2022. године. (Мао Цедонгова сахрана није одржана у Великој сали била је одржана на Тргу Тјенанмен.)
Зграда и њена главна „Велика сала“ отворени су за јавност као туристичка атракција када се не користе. У Великој сали одржане су и неке неполитичке конвенције и концерти. 4. јула 1986. тенор Лучано Павароти одржао је солистички концерт у Великој сали народа, поставши први странац који је наступио у тој згради.
У октобру 2003. Риверденс, ирски музички и плесни забавни феномен, био је први шоу са Запада који је наступио у Великој сали народа у Пекингу, са једанаест распродатих наступа.[42] У јануару 2009, амерички кантри музички трио Луси Енђел постао је прва америчка група која је позвана да наступи у Великој сали народа, пред публиком високих званичника и владиних функционера.